# Denis Halilović
Denis Halilović (sinh ngày 2 tháng 3 năm 1986) là một cầu thủ bóng đá người Slovenia.

## Sự nghiệp câu lạc bộ
Denis Halilović đã từng chơi cho Yokohama FC.